# Hohenbuehelia
Hohenbuehelia là một chi của nấm thuộc họ Pleurotaceae. Chi này có phân bố rộng khắp và gồm gồm 50 loài.

## Hình ảnh

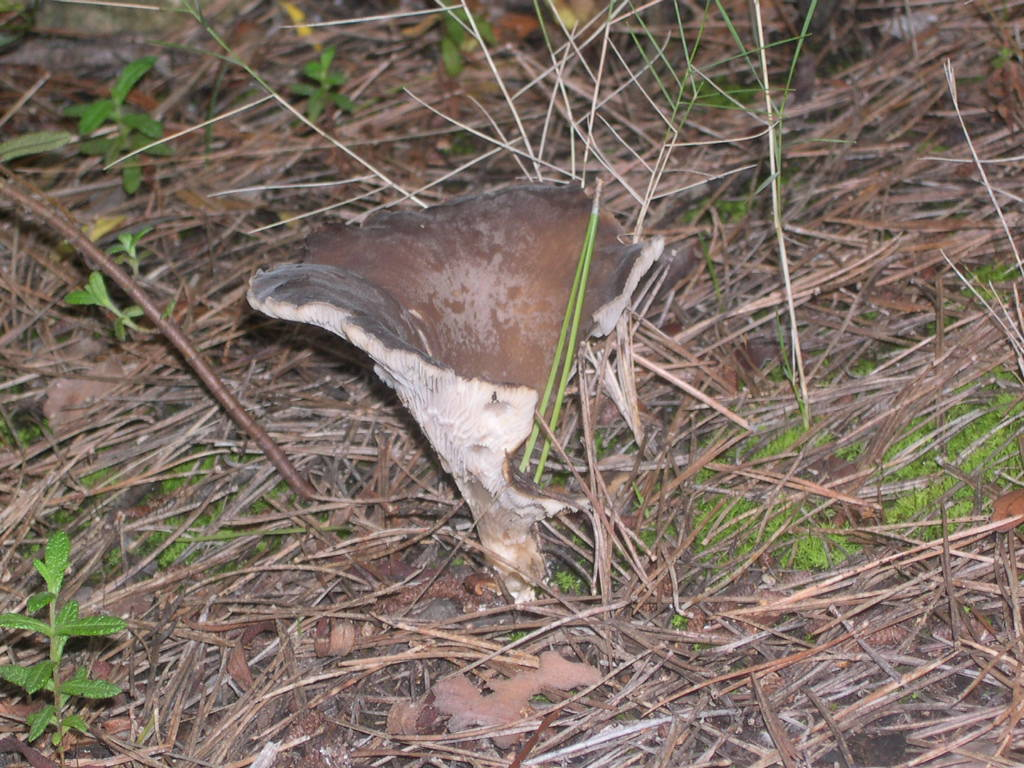

## Các loài

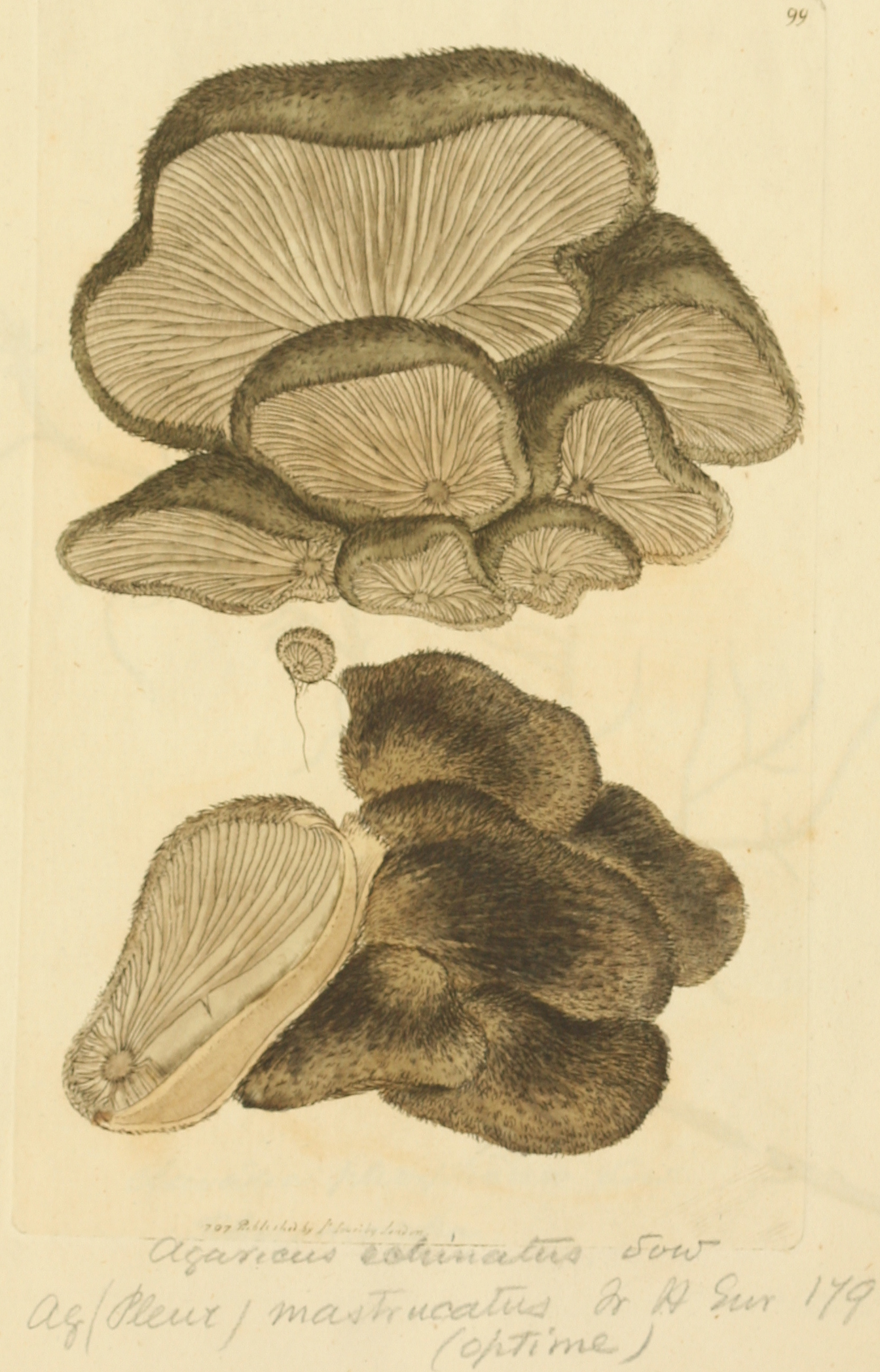
Hohenbuehelia mastrucata

- H. abietina
- H. aciculospora
- H. amazonica
- H. angustata
- H. approximans
- H. atrocoerulea
- H. aurantiocystis
- H. auriscalpium
- H. austrocedri
- H. barbatula
- H. brunnea
- H. campinaranae
- H. culmicola
- H. cyphelliformis
- H. delasotae
- H. elegans
- H. espeletiae
- H. fluxilis
- H. grisea
- H. heterosporica
- H. horakii
- H. hydrogeton
- H. inversa
- H. izonetae
- H. leightonii
- H. longipes
- H. luteola
- H. mastrucata
- H. metuloidea
- H. minutissima
- H. mustialaensis
- H. myxotricha
- H. nigra
- H. nothofaginea
- H. panelloides
- H. pergelatinosa
- H. petalodes
- H. petaloides
- H. phalligera
- H. pinacearum
- H. pinicola
- H. podocarpinea
- H. recedens
- H. reniformis
- H. sciadia
- H. silvana
- H. testudo
- H. tremula
- H. tropicalis
- H. unguicularis